# Енергія (Нова Каховка)
Футбольний клуб «Енергія» — колишній український футбольний клуб з міста Нової Каховки Херсонської області, заснований у 1952 році. Грав у Другій лізі чемпіонату України. Клуб було розформовано 1 березня 2022 року через повномасштабне російське вторгнення в Україну.

## Історія
Команду Нової Каховки було створено 1952 року при колективі Каховської ГЕС на Дніпрі. Найбільших успіхів команда добилася на аматорському рівні. 16 разів «Енергія» посідала за підсумками сезону першу сходинку чемпіонату області, 14 разів здобувала кубок області. Двічі команда ставала чемпіоном УРСР серед колективів фізкультури. Ще двічі володіла кубком УРСР серед колективів фізкультури і двічі зупинялася за крок до трофею, програючи у фіналах.
На професійному рівні «Енергія» виступала з 1967 по 1971 рр. в чемпіонатах СРСР. Найвищим досягненням команди стало 15 місце в першій зоні класу «Б» УРСР 1968 року і 18 місце в підсумковому заліку команд УРСР класу «Б» 1970 року.
У сезоні 2010/11 клуб дебютував у другій лізі, ставши перед тим чемпіоном Херсонської області.

## Досягнення
Україна
Друга ліга чемпіонату України:
- Бронзовий призер (2): 2010/11 (група А), 2017/18 (група Б)

СРСР
Чемпіонат УРСР:
- Чемпіон (2): 1964, 1972
- Срібний призер (3): 1979, 1980, 1984

Кубок УРСР:
- Володар (2): 1979, 1982
- Фіналіст (2): 1980, 1983

Регіональні турніри
Чемпіонат Херсонської області:
- Чемпіон (16): 1960, 1961, 1962, 1964, 1966, 1971, 1973, 1974, 1976, 1977, 1980, 1981, 1986, 1987, 2005, 2009
- Срібний призер (6): 1952, 1982, 1984, 1988, 1991, 2006
- Бронзовий призер (6): 1975, 1978, 1992, 1999, 2000, 2003

Кубок Херсонської області:
- Володар (15): 1964, 1965, 1971, 1972, 1974, 1975, 1979, 1980, 1982, 1983, 1984, 1986, 1988, 1995, 2000
- Фіналіст (7): 1961, 1963, 1973, 1981, 1993, 2005, 2010

Відкритий Кубок Асоціації футболу АР Крим:
- Срібний призер (2): 2020, 2021
- Бронзовий призер (1): 2017

Кубок «Робітничої газети»:
- Володар (1): 2009[3]

## Усі сезони в незалежній Україні
| Сезон                           | Чемпіонат | Чемпіонат | Чемпіонат | Чемпіонат | Чемпіонат | Чемпіонат | Чемпіонат | Чемпіонат | Кубок        | Кубок | Кубок | Кубок | Кубок | Кубок | Кубок | Примітка |
| Сезон                           | Ліга      | Місце     | І         | В         | Н         | П         | М         | О         | Етап         | І     | В     | Н     | П     | М     | О     | Примітка |
| ------------------------------- | --------- | --------- | --------- | --------- | --------- | --------- | --------- | --------- | ------------ | ----- | ----- | ----- | ----- | ----- | ----- | -------- |
| 1995/96                         | —         | —         | —         | —         | —         | —         | —         | —         | 1/128 фіналу | 1     | 0     | 1     | 0     | 2−2   | 1     |          |
| не мав професіонального статусу |           |           |           |           |           |           |           |           |              |       |       |       |       |       |       |          |
| 2010/11                         | Друга «А» | 3 з 12    | 22        | 13        | 5         | 4         | 38-17     | 44        | 1/32 фіналу  | 2     | 1     | 0     | 1     | 2-2   | 3     |          |
| 2011/12                         | Друга «А» | 4 з 14    | 26        | 15        | 7         | 4         | 51-18     | 52        | 1/32 фіналу  | 1     | 0     | 0     | 1     | 0-4   | 0     |          |
| 2012/13                         | Друга «Б» | 10 з 11   | 24        | 5         | 6         | 13        | 25-50     | 21        | 1/32 фіналу  | 1     | 0     | 0     | 1     | 0-1   | 0     |          |
| 2012/13                         | Друга «3» | 1 з 4     | 6         | 6         | 0         | 0         | 14-3      | 18        | 1/32 фіналу  | 1     | 0     | 0     | 1     | 0-1   | 0     |          |
| 2013/14                         | Друга     | 16 з 19   | 36        | 9         | 4         | 23        | 38-85     | 31        | 1/32 фіналу  | 1     | 0     | 0     | 1     | 1-3   | 0     |          |
| 2014/15                         | Друга     | 10 з 10   | 27        | 4         | 3         | 20        | 25-69     | 15        | 1/32 фіналу  | 1     | 0     | 0     | 1     | 0-3   | 0     |          |
| 2015/16                         | Друга     | 9 з 14    | 26        | 10        | 3         | 13        | 31-38     | 33        | 1/32 фіналу  | 1     | 0     | 0     | 1     | 0-4   | 0     |          |
| 2016/17                         | Друга     | 8 з 17    | 32        | 14        | 6         | 12        | 62-46     | 48        | 1/32 фіналу  | 1     | 0     | 0     | 1     | 0-2   | 0     |          |
| 2017/18                         | Друга «Б» | 3 з 12    | 33        | 19        | 4         | 10        | 67-32     | 61        | 1/32 фіналу  | 2     | 1     | 0     | 1     | 4-5   | 3     |          |
| 2018/19                         | Друга «Б» | 6 з 10    | 27        | 8         | 7         | 12        | 27-32     | 31        | 1/64 фіналу  | 1     | 0     | 0     | 1     | 0-1   | 0     |          |
| 2019/20                         | Друга «Б» | 5 з 11    | 20        | 6         | 7         | 7         | 25-26     | 25        | 1/64 фіналу  | 1     | 0     | 0     | 1     | 1-4   | 0     |          |
| 2020/21                         | Друга «Б» | 5 з 13    | 22        | 9         | 3         | 10        | 34-35     | 30        | 1/64 фіналу  | 1     | 0     | 0     | 1     | 2-3   | 0     |          |
| 2021/22                         | Друга «Б» | 13 з 16   | 20        | 5         | 2         | 13        | 20-40     | 17        | 1/64 фіналу  | 1     | 0     | 0     | 1     | 2-4   | 0     |          |